# Ван Гол, Ян
Ян (Йохан) ван Гол (нидерл. Jan van Gool; 1685, Гаага — 1763, Гаага) — голландский живописец, писатель, историограф. В истории искусства известен главным образом в качестве биографа художников «Золотого века искусства Нидерландов».

## Биография
Ян ван Гол был учеником Симона ван дер Дуса и Маттеуса Тервестена. В 1711 году он стал членом «Братства живописцев» (Confrerie Pictura). В восемнадцать лет он поступил в Академию рисунка в Гааге (Teken Academie), где посещал уроки рисования с натуры. В этом учреждении он долгие годы служил регентом, а затем, с 1720 по 1734 год, директором. Большую часть времени он проводил в Гааге, но дважды в 1711 году ездил в Англию. Ван Гол регулярно посещал аукционные продажи и изучал частные коллекции произведений искусства, а также выступал в качестве консультанта посредника продаж.

## «Новый театр голландских художников и художниц»

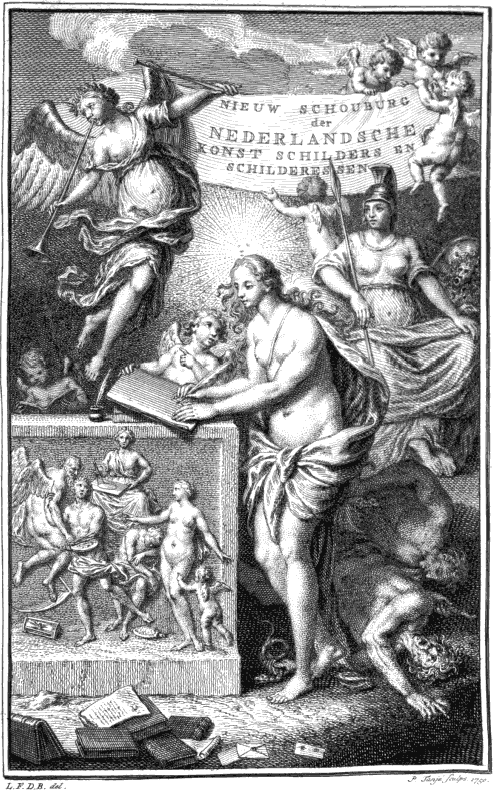
Tитульный лист издания «Новый театр голландских художников и художниц». 1750

Ян ван Гол писал типично пасторальные, сельские пейзажи с животными в духе «Счастливой Аркадии». Но в историю искусства вошёл прежде всего как автор книги биографий художников, известной под названием «Новый театр» (Nieuw Schouburg). Полное название: «Новый театр голландских художников и художниц, жизнь и творческая деятельность которых, ныне живущих и недавно умерших, не описаны ни у Хоубракена, ни у какого-либо другого писателя» (De Nieuwe Schouburg der Nederlantsche kunstschilders en schilderessen: Waer in de Levens- en Kunstbedryven der tans levende en reets overleedene Schilders, die van Houbraken, noch eenig ander schryver, zyn aengeteekend, verhaelt worden).
Книга была издана в Гааге в двух томах в 1750 и 1751 годах. Ян ван Гол писал свою книгу в качестве продолжения знаменитого издания своего друга Арнольда Хоубракена «Великий театр нидерландских художников и художниц» (De Groote Schouburgh der Nederlantsche Konstschilders en Schilderessen, 1718—1721), включающего биографии около 550 голландских и фламандских художников и художниц. Трёхтомное издание Хоубракена раскрывало биографии художников в порядке дат их рождения и заканчивалось жизнеописанием Адриана ван дер Верффа, родившегося в 1659 году. Как и Хоубракен, Ян ван Гол начал свою книгу с дани уважения своим предшественникам, в первую очередь Карелу ван Мандеру и его «Книге о художниках», а также самому Хоубракену, отмечая, однако, что Хоубракен включил в свой текст множество оскорбительных комментариев, которые, по его мнению, излишни. Он начал с биографий художников, которых Хоубракен пропустил, выбрав в качестве первых двух живописцев из Гааги: Яна ван Равенштейна и Адриана Ханнемана. Затем он приступил к написанию коротких очерков в порядке годов рождения вплоть до 1680 года, закончив первый том биографией Герарда Ян Палта. Во втором томе он продолжил изложение с 1680 года биографией Яна ван Хейсума и закончил 1700 годом, жизнеописанием братьев Бернара и Маттиса Аккамы.
Биографии прерываются стихами, написанными им самим и другими, и иллюстрированы гравированными портретами художников. В книге Яна ван Гола представлена фактическая информация о жизни, образовании и творчестве нидерландских художников, родившихся между 1630 и 1725 годами. Кроме того, содержатся заметки об основании Академии рисунка в Гааге. Ван Гол был обеспокоен уровнем подготовки молодых художников. Как и Хоубракен, он сожалел об упадке современного голландского искусства. Увековечивая историю знаменитых художников, особенно живописцев семнадцатого века, он хотел побудить молодых подражать им и тем самым восстановить славу голландского искусства. В морализаторском смысле он считал успех художника напрямую связанным с его обучением и стилем жизни.

## Галерея

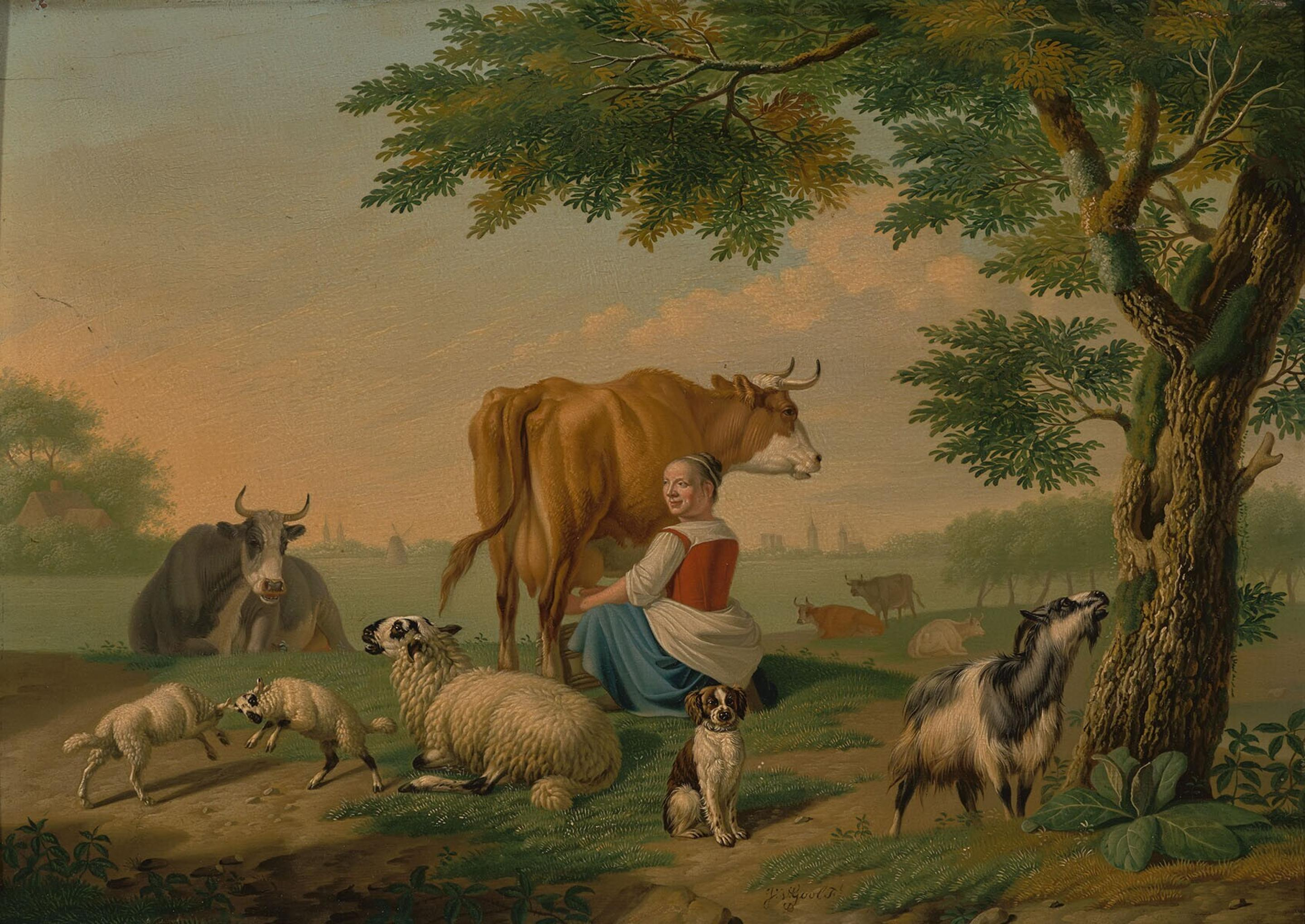
Пейзаж с дояркой. Между 1700 и 1761. Дерево, масло. Музей Бойманса-ван Бёнингена, Роттердам
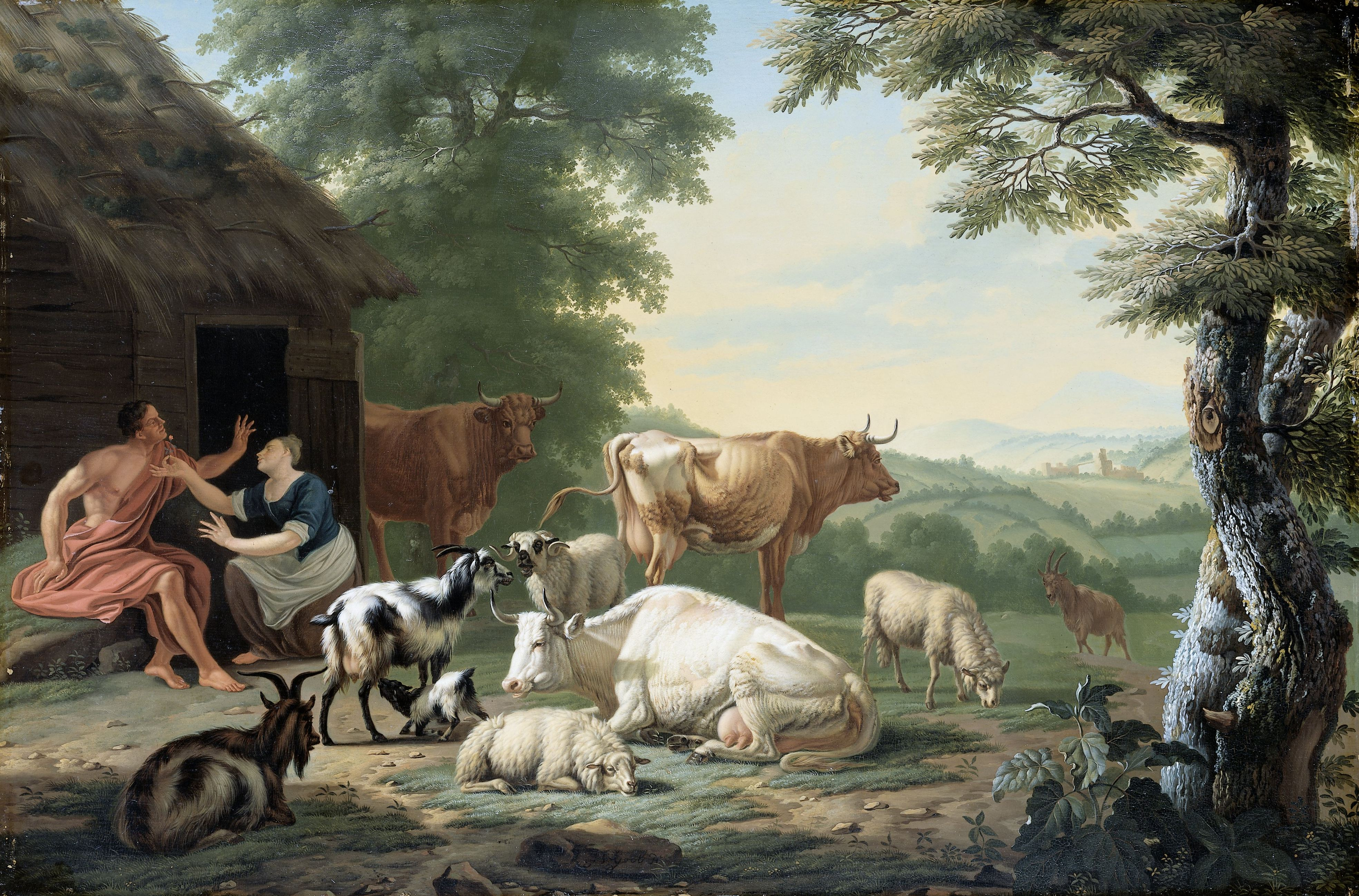
Аркадский пейзаж с пастухами и скотом.  Между 1700 и 1763. Дерево, масло. Рейксмюсеум, Амстердам
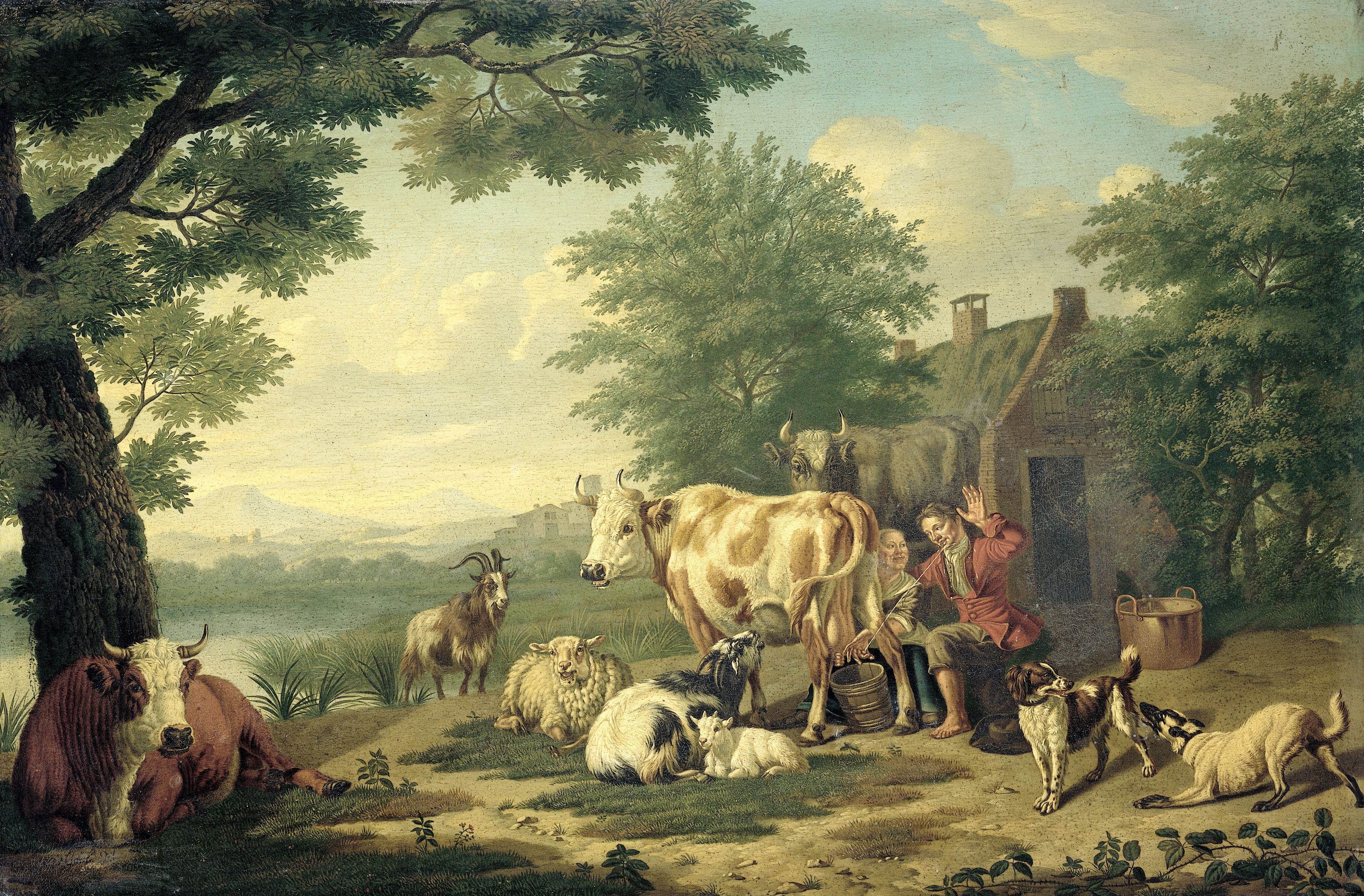
Доильный час. Между 1710 и 1763. Дерево, масло. Рейксмюсеум, Амстердам
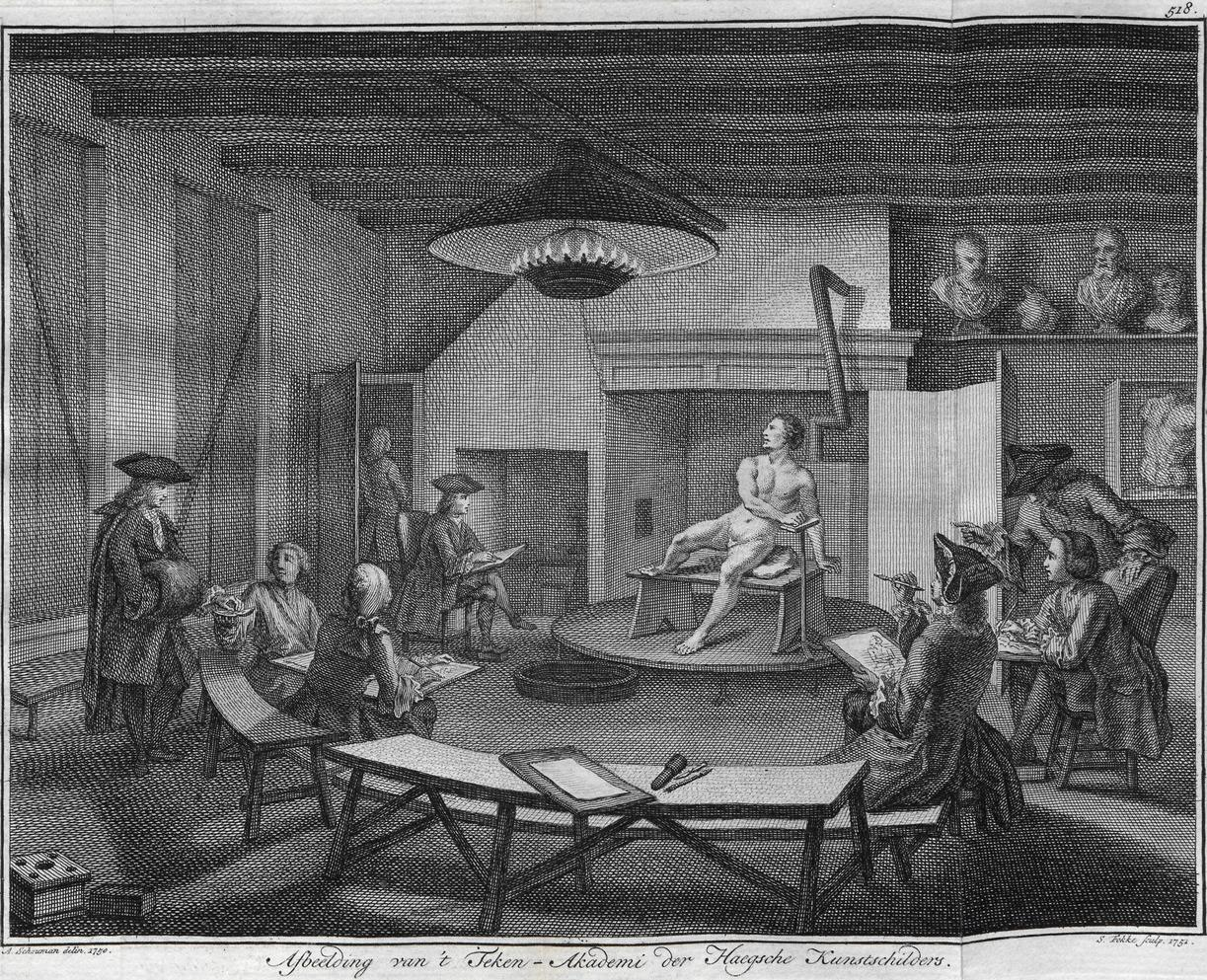
Академия рисунка гаагских художников в 1751 году. Офорт

## Список художников, включённых в издание Яна ван Гола. Том 1
Cornelis Janssens van Ceulen p. 22
Adriaen Hanneman p. 24
Martinus Lengele p. 30
Arnold van Ravesteyn p. 31
Isaac Koedijck p. 36
Jan Potheuck p. 36
Abraham Lambertsz van den Tempel p. 37
Jan Goedart p. 41
Willem Eversdijck p. 43
Cornelis Eversdyk p. 43
Theodor van der Schuer p. 44
Willem Doudijns p. 51
Nikolaes Wieling p. 58
Herman Verelst p. 59
Pieter Hermansz Verelst p. 59
Simon Pietersz Verelst p. 59
Adriaen Cornelisz Beeldemaker p. 63
Franciscus Carree p. 64
Johan le Ducq p. 65
Marcus de Bye p. 67
Daniël Haring p. 69
Daniel Mijtens le Jeune p. 71
Jan Weenix p. 79
Robbert Duval (1639—1732) p. 83
Johannes Vollevens p. 89
Anthoni Schoonjans p. 94
Jan Mortel p. 99
Abraham Begeyn p. 100
Elias Terwesten p. 102
Theodoor Visscher p. 104
Cornelis de Bruijn p. 112
Jan van Call p. 117
Jan Frans van Bloemen p. 121
Pieter van Bloemen p. 122
Hendrik Carré p. 122
Michiel Carree p. 125
Frank Pieterse Verheyden p. 127
Arnold Houbraken p. 131
N. Bodekker p. 147
Jillis de Winter p. 150
Jan Fielius p. 151
Jacobus van der Sluis p. 151
Bonaventura van Overbeek p. 154
Theodorus Netscher p. 172
Willem van Mieris p. 191
Nikolaes Hooft p. 204
Matheus de Meele p. 207
Rachel Ruysch p. 210
Matthijs Pool p. 234
Pieter van der Werff p. 234
Albert van Spiers p. 242
Ottmar Elliger p. 243
Herman Henstenburgh p. 248
Elias van Nymeegen p. 256
Kaspares Petro Verbruggen p. 264
Theodor van Pee p. 272
Adam Silo p. 287
Frans Beeldemaker p. 289
Jan Hendrik Brandon p. 293
Arnold Boonen p. 294
Jaques Parmantio p. 294
Mattheus Terwesten p. 309
Carel Borchaert Voet p. 329
Alexander van Gaelen p. 340
N. Cramer p. 341
Jacob Christoph Le Blon p. 342
Isaac de Moucheron p. 362
Constantijn Netscher p. 367
R. Bleek p. 374
Gerard Rademaker p. 378
Gerard Wigmana p. 386
Nikolaas Verkolje p. 392
Abraham Rademaker p. 403
Anselmus Weeling p. 409
Dirk Kint p. 413
Jasper Boonen p. 414
Margaretha Wulfraet p. 415
Pieter Hardimé p. 418
Simon Hardimé p. 418
Jan Serin p. 423
Coenraedt Roepel p. 426
Jacob Campo Weyerman p. 434
Philip van Dijk p. 440
Henrik van Limborch p. 448
Jan Palthe p. 370

## Список художников, включённых в издание Яна ван Гола. Том 2
Justus van Huysum p. 30
Jacob van Huysum p. 30
Margareta Haverman p. 32
Hendrik Hulst p. 32
Herman van der Mijn p. 34
Frans Decker p. 49
Wilhelmus Troost p. 50
Jacoba Maria van Nickelen p. 52
Matthijs Balen p. 55
Abraham Torenvlied p. 57
Johannes Vollevens II p. 57
Balthasar Denner p. 62
Jacques Ignatius de Roore p. 86
Isaak Walraven p. 116
Hieronimus van der My p. 129
Jan Maurits Quinkhard p. 130
Dirk Dalens p. 134
Bartholomeus Douven p. 136
N. Anchilus p. 138
Robbert Griffier p. 140
Johannes Vogelsang p. 143
Francis Vergh p. 145
Frans van Mieris the Elder p. 147
Jan Abel Wassenberg p. 152
Antoni de Waerd p. 157
Jacob Appel (painter) p. 158
Pieter van Call p. 165
Jan van Call p. 168
Jan Wandelaar p. 169
Henriëtta van Pee p. 179
Harmanus Wolters p. 191
Cornelis Pronk p. 193
Abraham de Haen p. 198
Jan de Beijer p. 199
Louis Fabricius Dubourg p. 200
Gerard Melder p. 205
Adriaen van der Burg p. 212
Abraham Carré p. 215
Hendrik Carré II p. 217
Johannes Carré p. 218
Jacob de Wit p. 218
Jacob van Liender p. 238
Theodoor Hartzoeker p. 239
Cornelis Troost p. 241
Sara Troost p. 252
Louis de Moni p. 259
Leonard François Louis p. 262
Johan Hendrik Keller p. 266
Engel Sam p. 273
Johan Graham p. 276
Mattheus Verheyden p. 278
Jan George Freezen p. 297
Antoni Elliger p. 301
Christina Maria Elliger p. 303
Gerard Sanders p. 304
Johannes Antiquus p. 307
Dionys van Nymegen p. 318
Andreas van der Myn p. 321
Cornelia van der Mijn p. 321
Gerard van der Myn p. 321
Frans van der Mijn p. 322
George van der Mijn p. 326
Robbert van der Myn p. 326
Herman Diederik Cuipers p. 327
Pierre Lyonnet p. 330
Kornelis Greenwood p. 338
Aert Schouman p. 346
Tibout Regters p. 353
Augustinus Terwesten p. 355
Jan Verbruggen p. 358
Arnout Rentinck p. 361
Jan ten Compe p. 364
Ludolf Bakhuizen p. 366
Hendrik de Winter p. 369
Jan Palthe p. 370
Jacobus Buys p. 372
Nikolaes Reyers p. 372
Hendrik Pothoven p. 374
Adriaen van der Werff p. 376
Huchtenburg p. 410
Gerard Hoet p. 415
Carel de Moor p. 422
Roelof Koets p. 438
Nicolas Piemont p. 441
Jan van Mieris p. 442
Jan Boeckhorst p. 450
Domenicus van Wijnen p. 451
Dionys Godyn p. 454
Nikolaes van Ravestein p. 455
Isaak van der Vinne p. 455
Jan Vincentsz van der Vinne p. 455
Cornelis Dusart p. 457
Jan Vermeer van Utrecht p. 460
Norbert van Bloemen p. 463
Abraham Brueghel p. 463
Jan Batist Breugel p. 464
N. de Winter p. 465
Jacomo van Staveren p. 466
Jacobus de Baen p. 466
Jan Adriaensz. van Staveren p. 466
Dirk Valkenburg p. 477
Jacob Ochtervelt p. 488
S. van der Hoog p. 489
Meindert Hobbema p. 490
Jan Wijnants p. 490
J. Fournier p. 492
Bernard Accama p. 493